# Білоблоцькі
Білоблоцькі (Бялоблоцькі, пол. Białobłocki, Białynia odmiana Białobłocki, Białobłocki (a)) — шляхетський герб, різновид герба Бялиня.

## Опис герба
В червоному полі підкова баром вниз, в ній золотий лицарський хрест над яким срібна стріла вістрям вгору.
В клейноді над шоломом в короні три пера страуса. Намет червоний, підбитий сріблом.
Герб відрізняється від Бялині тільки кольором поля і кількістю пір'їн в клейноді.

## Найбільш ранні згадки
Невідоме походження різновиду.

## Роди
Білоблоцькі (Бялоблоцькі) (пол. Białobłocki).

## Дивись також
- Білоблоцькі II